# Ligne rouge 7000
Pour les articles homonymes, voir Ligne rouge.
Pour plus de détails, voir Fiche technique et Distribution.
Ligne rouge 7000 (Red Line 7000) est un film américain de Howard Hawks sorti en 1965.

## Synopsis
Un épisode de la vie de trois pilotes automobile mêlant la compétition et leurs vies amoureuses.

## Fiche technique
- Titre original : Red Line 7000
- Réalisation : Howard Hawks
- Scénario : Howard Hawks, George Kirgo et Steve McNeil
- Sociétés de production : Paramount Pictures, Laurel Productions
- Musique :  Nelson Riddle
- Montage : Bill Brame, Stuart Gilmore
- Pays de production :  États-Unis
- Langue : anglais
- Genre : comédie dramatique
- Couleur : Technicolor
- Box-office : 2 400 000 $
- Durée : 110 minutes
- Sortie : 1965
- Affiche : Roger Soubie (France)

## Distribution
- James Caan : Mike
- Laura Devon : Julie
- Gail Hire (VF : Nadine Alari) : Holly
- Charlene Holt (VF : Monique Mélinand) : Lindy
- John Robert Crawford : Ned
- Marianna Hill (VF : Joëlle Janin) : Gabrielle
- Skip Ward (VF : Jacques Torrens) : Dan
- Norman Alden (VF : René Arrieu) : Pat
- Anthony Rogers (VF : Michel Gatineau) : Jim Loomis
- George Takei : Kato
- Forrest Lewis : Jenkins
- Robert Donner (non crédité) : Leroy Agers
- Jerry Lewis : un pilote